# Monilinia

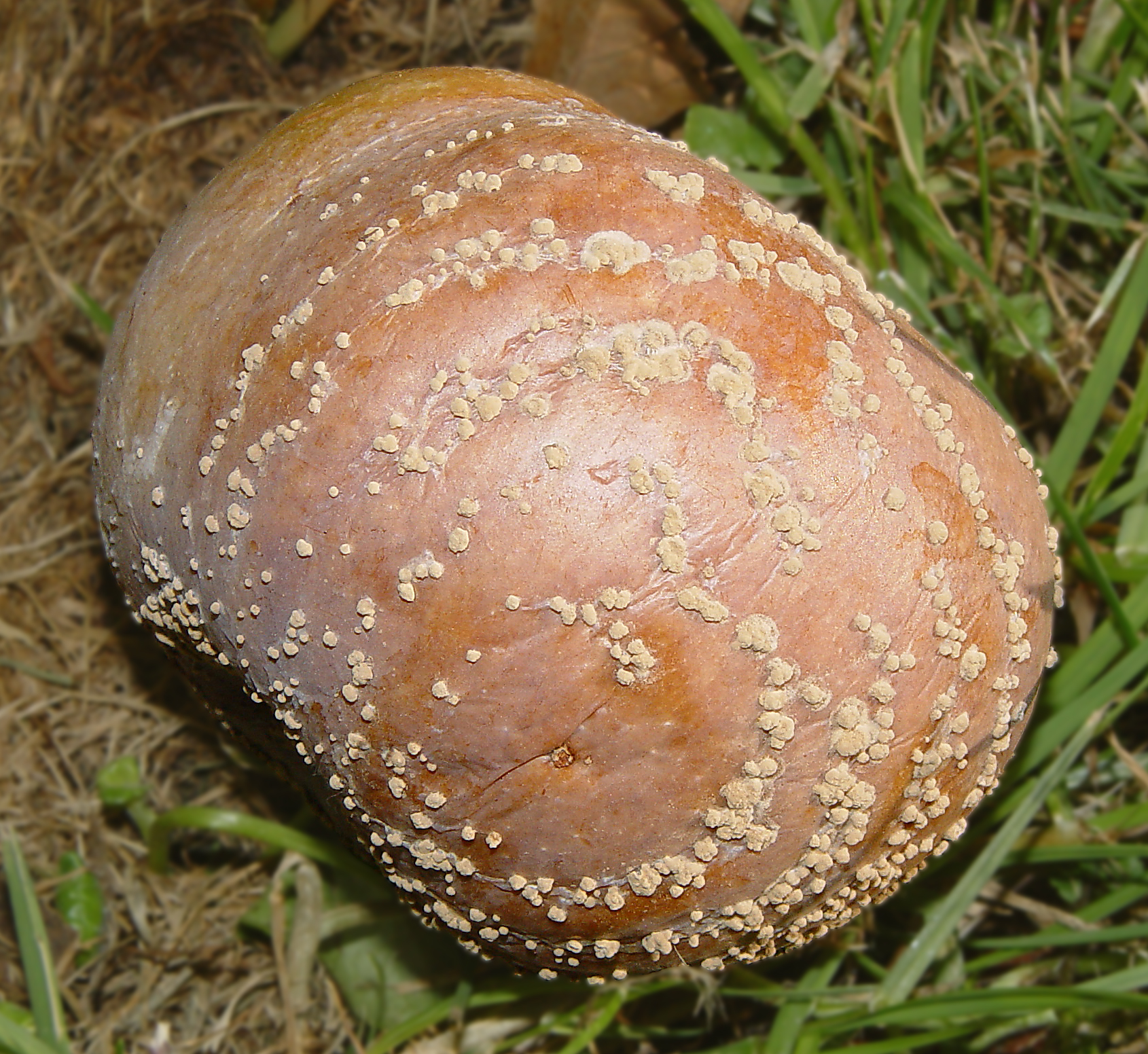
Die für Monilia fructigena typischen ringförmigen Nebenfruchtkörper

Monilinia, besser bekannt unter den Namen seiner Nebenfruchtform Monilia, ist eine Pilzgattung, die zur Familie der Sklerotienbecherlingsverwandten Sclerotiniaceae zählt und der Ordnung der Helotiales angehört.
Zu den parasitären Monilinia-Arten zählen Pflanzenschädlinge, die Kern- und Steinobst als Fruchtfäule befallen oder als Spitzendürre Obstblüten schädigen können. Erreger bei Apfel und Kirsche sind vor allem die Arten Monilinia laxa, Monilinia fructigena und Monilinia fructicola.
Der Soorpilz Candida albicans, früher als Monilia albicans bezeichnet, ist ein Hefepilz.

## Merkmale
Der Pilz bildet am befallenen Gewebe viele einzelne Konidienträger, an denen Konidienketten entstehen, die insgesamt weißliche bis bräunliche Pilzrasen bilden. Leicht erkennbar sind zumindest beim Apfel die typischen ringförmigen Nebenfruchtkörper. Konidienrasen findet man an abgestorbenen, nicht entwickelten Früchten, abgestorbenen Trieben oder Blattstielen. Die reifen Konidien sind zitronenförmig. Die Arten befallen fleischige Früchte der Rosengewächse und Heidekrautgewächse. Sie bilden nur selten Apothecien.

## Durch Monilinia verursachte Pflanzenkrankheiten
Monilinia-Arten verursachen verschiedene Krankheiten. Die wirtschaftlich bedeutsamsten sind Moniliose/Fruchtfäule oder Spitzendürre. Monilinia fructigena bildet in der Nebenfruchtform die typischen konzentrischen Kreise mit gelblichen Pusteln und ist vor allem auf den Früchten zu finden, Monilinia laxa und auch Monilinia fructicola bilden hingegen gräuliche Pusteln, die nicht konzentrisch angeordnet sind.

### Fruchtfäule

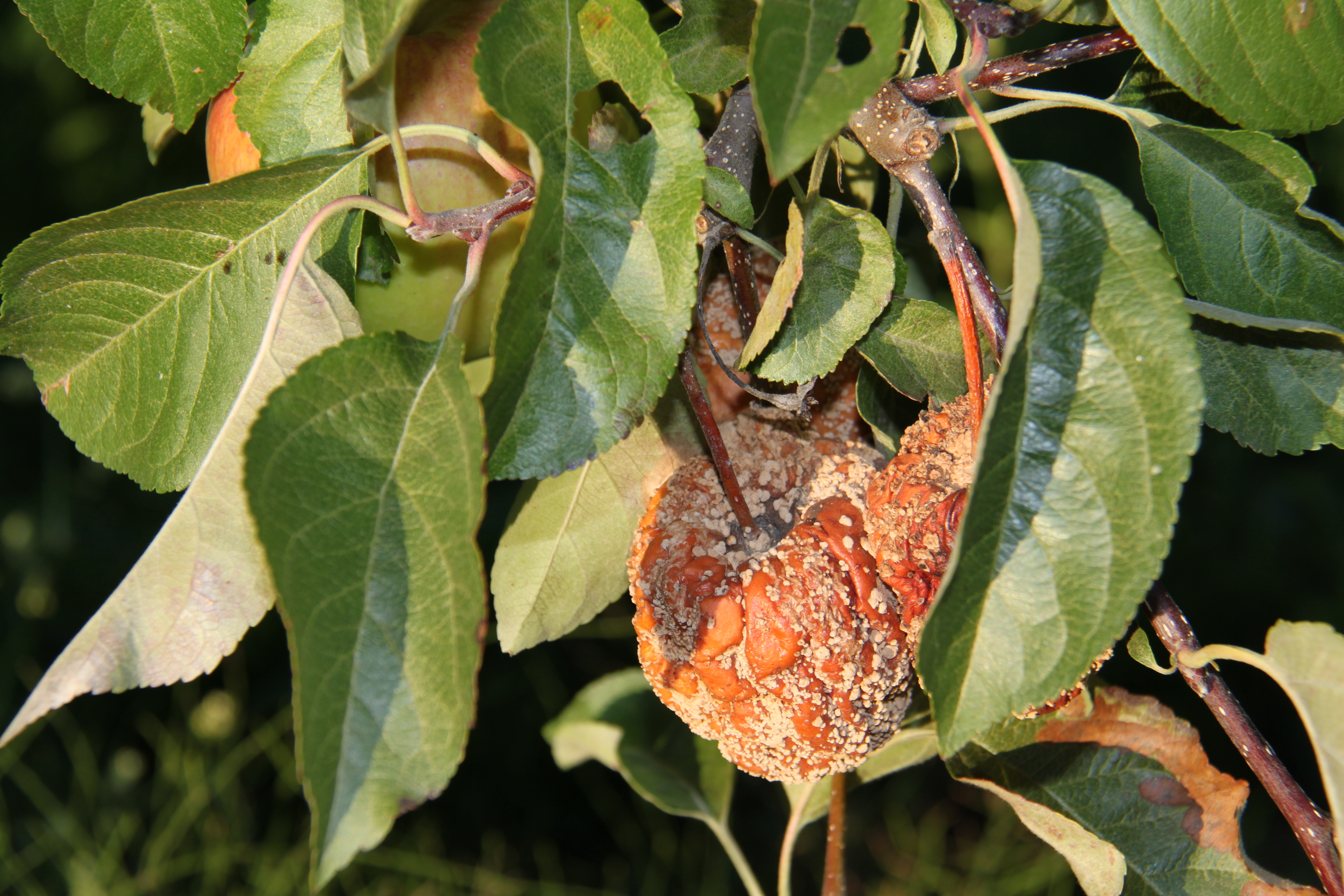
Bereits am Baum verfaulter Apfel

Monilia, v. a. Monilinia fructigena, befällt nur verletzte Früchte. Häufig ist zu beobachten, dass die Fäulnis an Fraßstellen oder anderen Wunden beginnt. Zunächst treten an den Früchten graubraune, meist ringförmig angeordnete Pilzfruchtkörper als Polsterschimmel auf.
Der Pilz durchwächst nach und nach die Frucht und führt zu einer Totalfäule. Typisch sind dabei weiße Fruchtkörper des Pilzes auf der etwa milchkaffeebraunen, verfaulten Frucht. Die Flecken sind dabei in sehr charakteristischen konzentrischen Kreisen angeordnet.
Auch im Obstlager kann die Entwicklung der Schadpilze weiter fortschreiten und zu einer sogenannten Schwarzfäule führen.
Befallene Früchte von Kern- und Steinobst trocknen ein, verbleiben am Baum oder fallen ab. Komplett verfaulte, am Baum verbliebene Früchte werden als „Fruchtmumien“ bezeichnet und treten insbesondere bei Äpfeln, Birnen und Quitten auf, sind aber auch bei Süß- und Sauerkirschen, Zwetschgen, Renecloden und Pfirsichen zu finden. Monilia-Erreger (wie Molininia fructigena und Molininia laxa) können an verdorrten Früchten überwintern und sich im Frühling erneut ausbreiten.
Um eine erneute Übertragung des Erregers im Folgejahr zu vermeiden, müssen befallene Früchte im Winter vom Baum entfernt, Zweige bis auf das gesunde Holz zurückgeschnitten werden. Die Abfälle sollten nicht kompostiert, sondern über die Biotonne entsorgt oder verbrannt werden.

### Spitzendürre

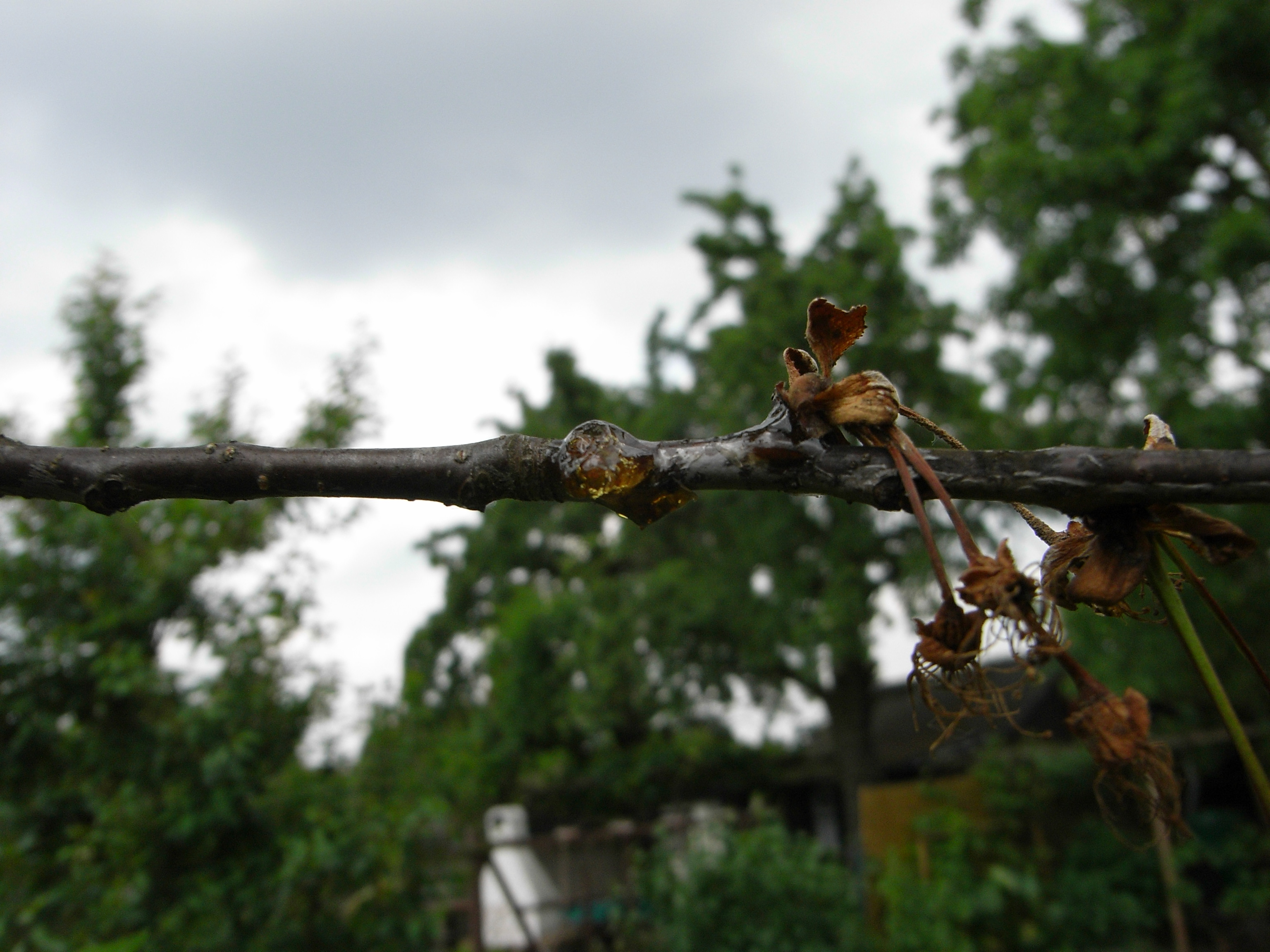
Gummifluss und Spitzendürre an einem Sauerkirschzweig

Ebenfalls bei den genannten Obstbäumen kann die sog. Monilia-Spitzendürre auftreten. An Blättern ist mehr Monilinia laxa zu beobachten. Hier dringt der Erreger bei feuchtem Wetter über die Blüten in die Pflanze ein und verursacht ein Absterben der Triebspitze. Hin und wieder tritt an der Übergangsstelle zwischen befallenem und gesundem Holz ein sog. Gummifluss auf.
Um der Krankheit Einhalt zu gebieten, müssen befallene Triebe bis zu 15 cm ins gesunde Holz zurückgeschnitten und die Wunden nach Möglichkeit mit Baumwachs versiegelt werden.

### Befallene Arten

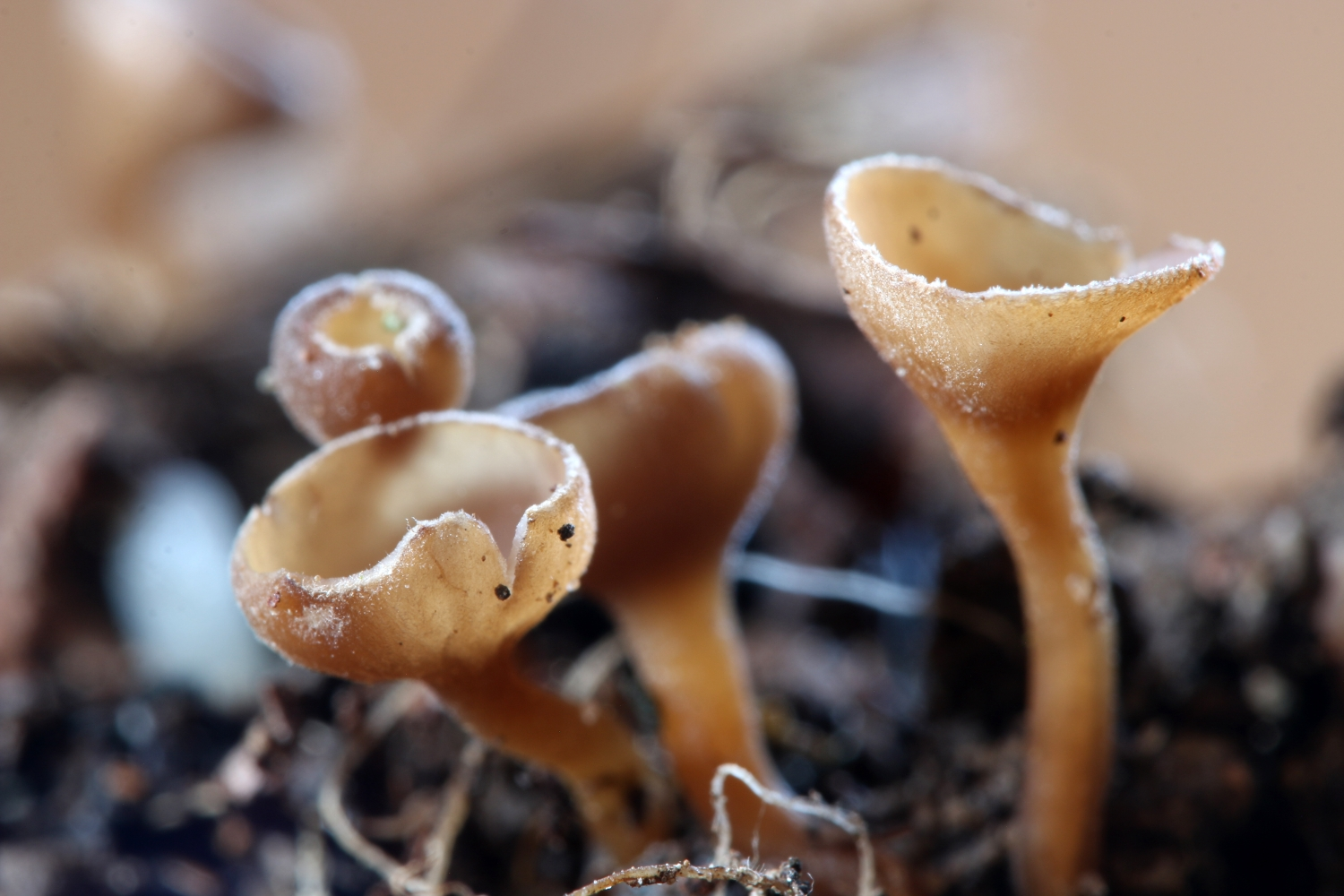
Monilinia johnsonii, Apothecien

Vom Monilia-Befall sind fast alle kultivierten Obstarten, aber auch einige Zierpflanzen betroffen. Neben Apfel-, Birn-, Süß- und Sauerkirsch- (hier besonders die Schattenmorelle) und Pflaumenbäumen tritt Monilia auch bei den entsprechenden Zierarten und Mandelbäumen auf. Inzwischen werden auch Sorten gezüchtet, die gegen den Pilz resistent sind. Auf verschiedenen Heidekrautgewächsen wachsen Arten, die von Holst-Jensen und Schumacher vorläufig in die Gattung Franquinia gestellt werden.

## Systematik
Der Mykologe Honey trennte die Gattung Monilinia von Sclerotinia. Er teilte sie in zwei Sektionen, die  Disjunctoriae, die interkalierende Disjunktoren in den Konidienketten besitzen, und in die  Junctoriae, denen diese fehlen. Batra (1991) zählte ungefähr 30 Arten weltweit. Holst-Jensen et al. (1997a) stellten aber die polyphyletische Stellung fest und trennten die Disjunktoriae von Monilinia ab und bildeten die neue Gattung Franquinia, die aber bisher noch nicht anerkannt wird. Monilinia-Arten beinhalten demnach nur noch die Sektion Junctoriae, die fleischige Früchte der Rosengewächse befallen und nur selten Apothecien bilden.

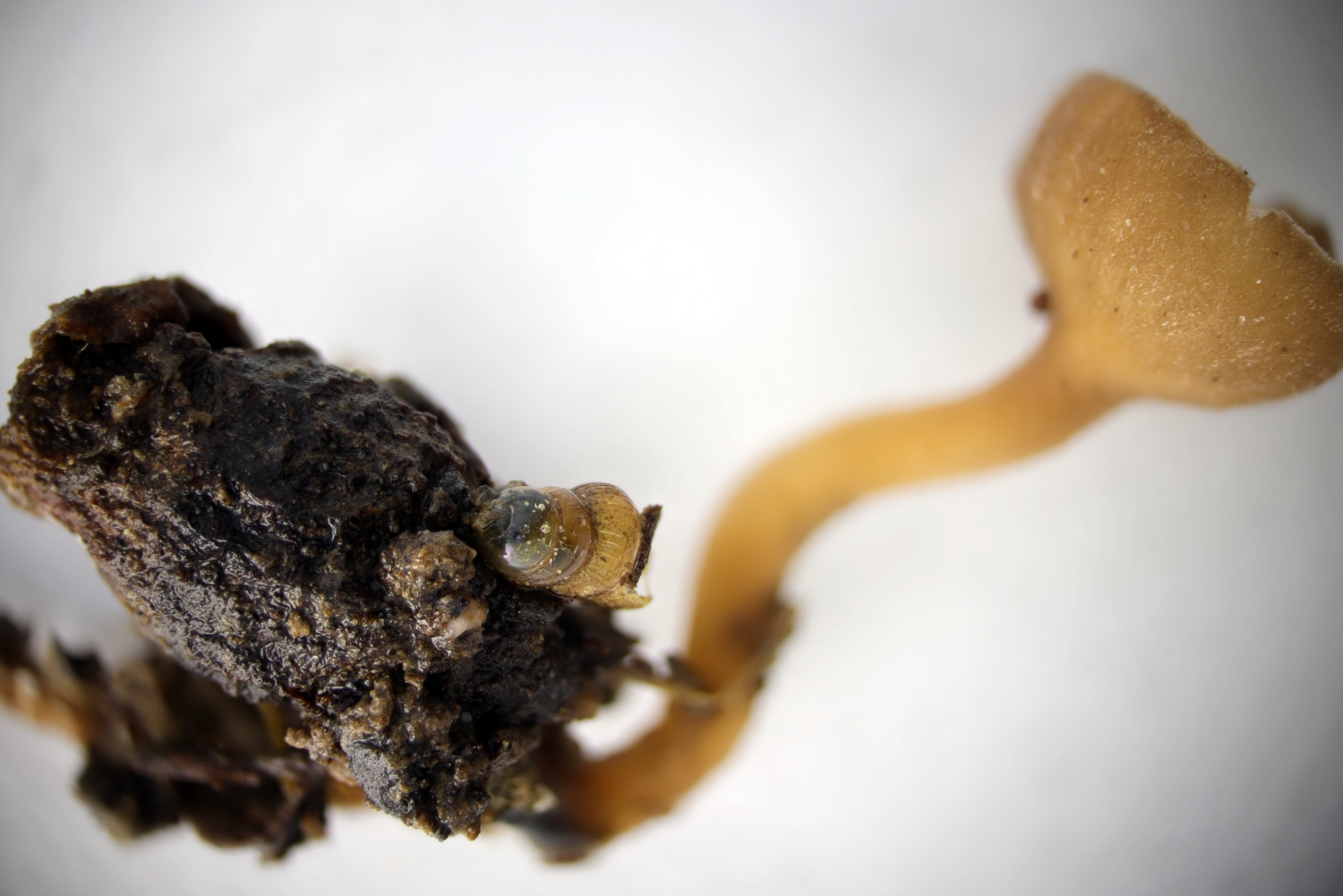
Monilinia johnsonii, Apothecium auf Crataegus-Frucht-Mumie

## Arten
Die Liste führt alle Arten nach dem Index Fungorum an einschließlich der nicht offiziellen Gattung Franquinia:
- Monilinia alpina
- Monilinia amelanchieris
- Monilinia ariae
- Monilinia aroniae
- Monilinia aucupariae
- Monilinia azaleae
- Monilinia baccarum
- Monilinia cassiopes
- Monilinia corni
- Monilinia cydoniae
- Monilinia demissa
- Monilinia emarginata
- Monilinia empetri
- Monilinia fructicola
- Monilinia fructigena: Fruchtfäule von Rosen- und Heidekrautgewächsen. Befällt nur verletzte Früchte.  Der Pilz erzeugt typische konzentrische Kreise mit gelblichen Pusteln.[5]
- Monilinia gaylussaciae
- Monilinia gregaria
- Monilinia jezoensis
- Monilinia johnsonii
- Monilinia kusanoi
- Monilinia laxa: Verursacht die Spitzendürre von Obstbäumen.[5]
- Monilinia ledi
- Monilinia linhartiana
- Monilinia mali
- Monilinia megalospora, Rauschbeer-Fruchtbecherchen Whetzel 1945. An faulenden Beeren der Rauschbeere (Vaccinium uliginosum).[6]
- Monilinia mespili
- Monilinia mume
- Monilinia olympia
- Monilinia oxycocci
- Monilinia padi
- Monilinia rhododendri
- Monilinia seaveri
- Monilinia ssiori
- Monilinia urnula
- Monilinia vaccinii
- Monilinia vaccinii-corymbosi